# 連署・副署

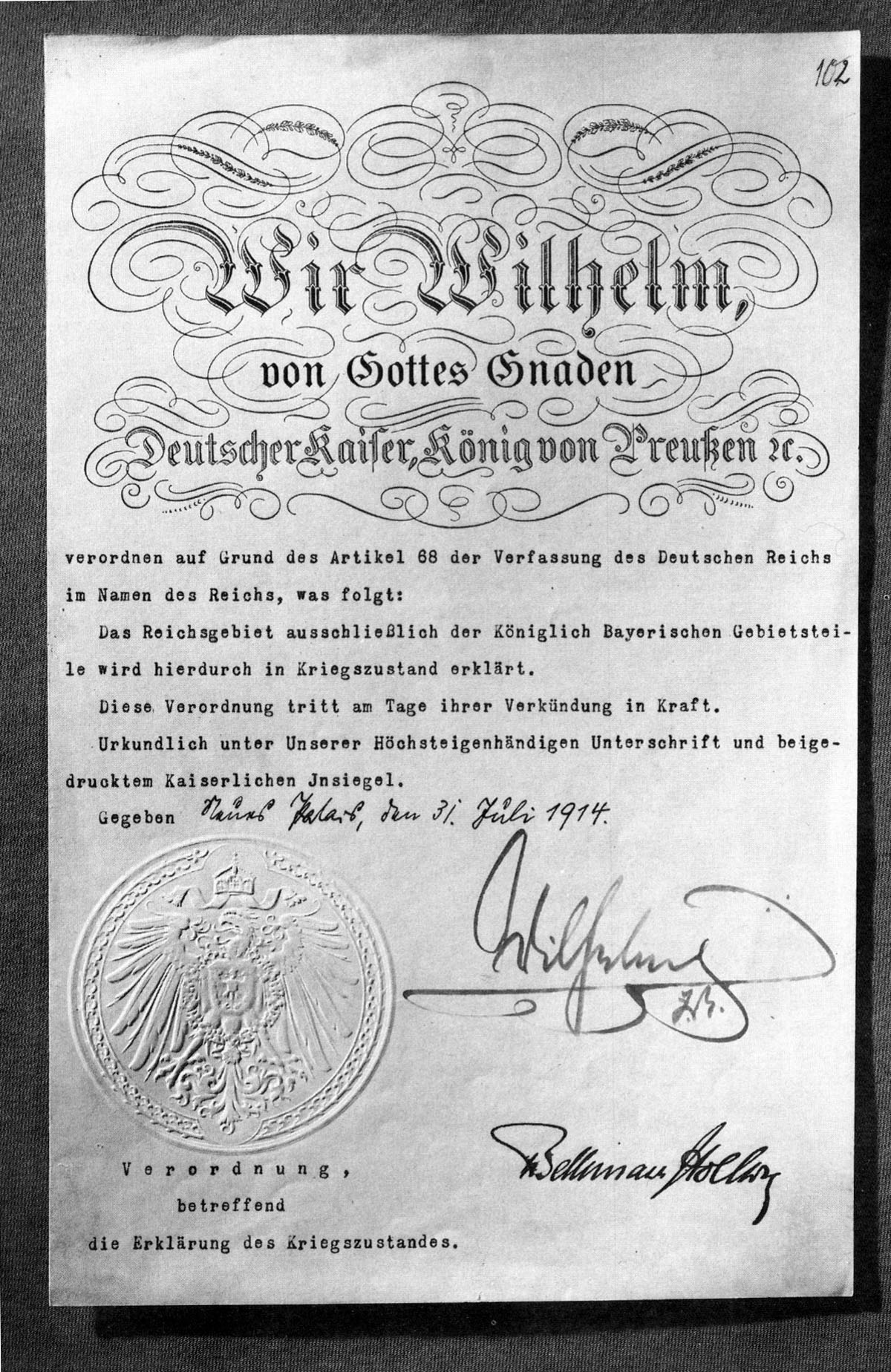
ドイツ帝国の開戦の詔書（第一次世界大戦）。ヴィルヘルム2世の親署の下に帝国宰相テオバルト・フォン・ベートマン・ホルヴェークの副署がある

連署（れんしょ）・副署（ふくしょ）は、別の者が重ねて署名すること、または重ねて署名されたもののことである。2人以上の署名者が同一の文書等に署名を連ねる場合を連署といい、既に署名されている文書等に追記する（副える）別の署名について副署という場合があり、両者ではその署名の意味そのものが異なる場合もある。
署名の認証や検証を目的とする副署では、証人による副署の他、署名者本人による副署もある。

## 日本の法令の規定

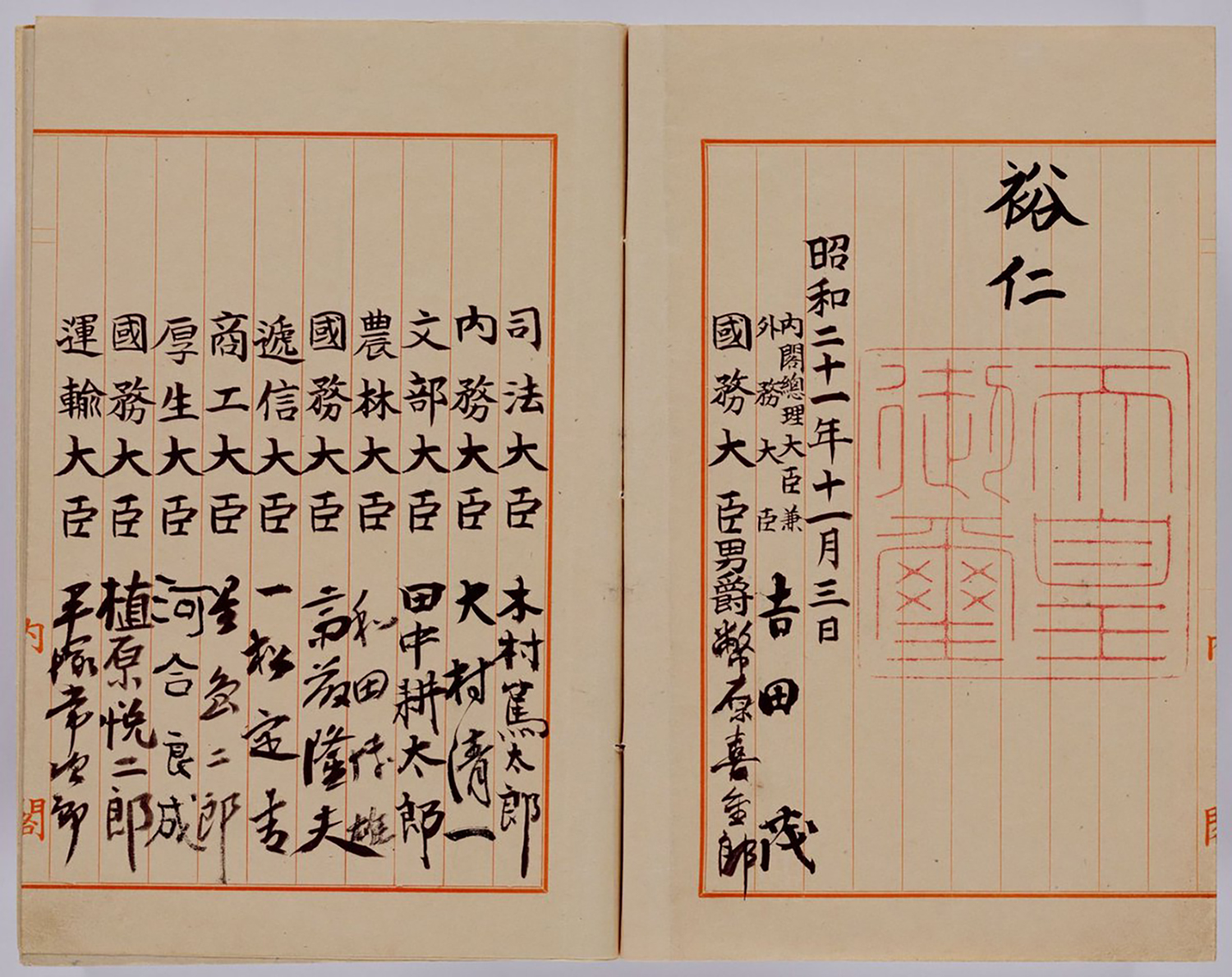
日本国憲法の原本。御名御璽（天皇の親署と御璽の押印）に続いて大臣の副署がなされている

### 憲法上の副署・連署
一般に法令の公布には、内閣総理大臣およびその他の国務大臣の署名が必要である。
大日本帝国憲法の下では、公文式（明治19年勅令第1号）や、公式令（明治40年勅令第6号）に詳細が定められており、天皇が署名し、署名した年月日を記し、次に内閣総理大臣と主任大臣が副署を行う形式であった。
日本国憲法の下では、憲法第74条に規定されており、主任の国務大臣が法律・政令の末尾に署名し、その最後に内閣総理大臣が連署を行う形式をとる。主任の大臣が複数あるときは署名は建制順による。また、当該法律・政令に関して内閣総理大臣自身が主任の大臣である場合は主任の大臣の筆頭に署名をする。したがって、内閣総理大臣自身が主任の大臣として署名の主体となるときは連署は行わない。
旧憲法下の「副署」が国務大臣の輔弼についての責任を表示するものであったのに対して、現行憲法下の「連署」は法律・政令に対する内閣自身の執行・制定についての責任を表示するものであることから両者はその性格を異にする。今日の通説的見解の立場によれば、憲法第74条の署名・連署は執行の責任を表示するという性質のものであり、これを欠いていても法律・政令の効力やこれらの執行の責任には影響しないものと考えられている。
現行憲法下においても法令の公布や解散詔書などに「副署」が行われ、これは憲法74条に規定する「署名」や「連署」とは異なるものであるが、天皇の国事行為において内閣による助言と承認があったことを内閣総理大臣が内閣を代表して確認を行うもので慣行として適当なものであると評価されている。
なお、これら副署・連署は大臣本人が御署名原本に毛筆でおこなうため、歴史的・美術的に価値ある資料でもある。

### 議院規則上の連署
議院規則上において議員による連署が要求されている場合がある。
1. 法律案その他の議案を発議（衆議院規則第28条第1項、参議院規則第24条）
2. 議長・副議長の信任・不信任に関する動議若しくは決議案の発議（衆議院規則第28条の2第1項）
3. 仮議長の信任・不信任に関する動議若しくは決議案の発議（衆議院規則第28条の2第2項）
4. 常任委員長の解任に関する動議若しくは決議案の発議（衆議院規則第28条の2第3項）
5. 内閣不信任決議・内閣信任決議仮議長の信任・不信任に関する動議若しくは決議案の発議（衆議院規則第28条の3）
6. 委員会において少数で廃棄された意見を議院に報告しようとする場合（衆議院規則第88条）
7. 本会議における修正の動議（衆議院規則第143条第1項、参議院規則第125条第1項）

### その他法令上の連署
地方自治法の定めによる直接請求の手続きに関して一定数以上の住民による連署の定めがある。特別法による組合等においては、役員等の改選又は解任する請求の手続きに関して組合員等による連署の定めがある。刑事訴訟法においては被告人の意思確認のために、書面への弁護人と被告人の連署を求める定めがある。文化財保護法では文化財の管理責任者の選任又は変更の届け出の際に、所有者と管理責任者の連署の定めがある。土地区画整理法などの借地権の申告手続きについては所有者と借地人の連署の定めがある。

## 英語の Countersign の訳語
英語の "countersign" や "countersignature" は副署と和訳される。連署と和訳する場合もある。
副署は署名された文書に第二の署名を記すことをいう。例えば、会社の代表者が署名した契約その他の公式文書には、公証人や会社の書記役 (secretary) 等が立会人として本人が署名したことを確認して副署することがある。あるいは、会社の代理人が署名した契約その他の公式文書に、委任者が代理権を付与したこと確認するために副署することがある。また、旅行用小切手には所有者が予め署名し、旅行用小切手を使用する際に相手の面前で副署し、両者の一致によって正当な小切手としての効力を発する。

## 電子署名における連署・副署
電子署名は電子文書に対して署名と同様の役割を果たすものなので、連署や副署など複数人が署名を行うための方式がある。
並列署名 (Independent Signature)
同一の文書を署名者全員が同意したなどの場合に、同一の文書を署名対象として、各自がそれぞれ署名する方式。並列署名による複数署名を連署という場合がある。
直列署名 (Embedded Signature)
作成者が署名した文書を決裁者が承認するなどの場合に、第一の署名者による署名データに対して第二の署名者が署名する方式。さらに上位の決裁者がいる場合は決済の段階に従って、署名データに対して次々に署名する。直列署名による署名データへの署名を副署という場合がある。RFC5652の定めによる Cryptographic Message Syntax (CMS) 署名フォーマットで直列署名を行う場合、"Countersignature" 属性が利用される。
直列署名の応用形（追記型署名）
作成者が署名した文書に決裁者が意見や注釈を追記して承認するなどの場合に、署名対象データと第一の署名者の署名データ、および自ら追記した意見や注釈の全体を対象として第二の署名を付与する方式。